# Corpul II Armată (1916-1918)
Corpul II Armată a fost o mare unitate de nivel operativ care s-a constituit la 27 august 1916, prin mobilizarea unităților existente la pace ale Corpului II Armată. Corpul a făcut parte din organica Armatei 2. La intrarea în război, Corpul II Armată a fost comandată de generalul de divizie Dumitru Cotescu. Corpul II Armată a participat la acțiunile militare pe frontul românesc, pe toată perioada războiului, între 27 august 1916 - 11 noiembrie 1918. 

### Campania anului 1917

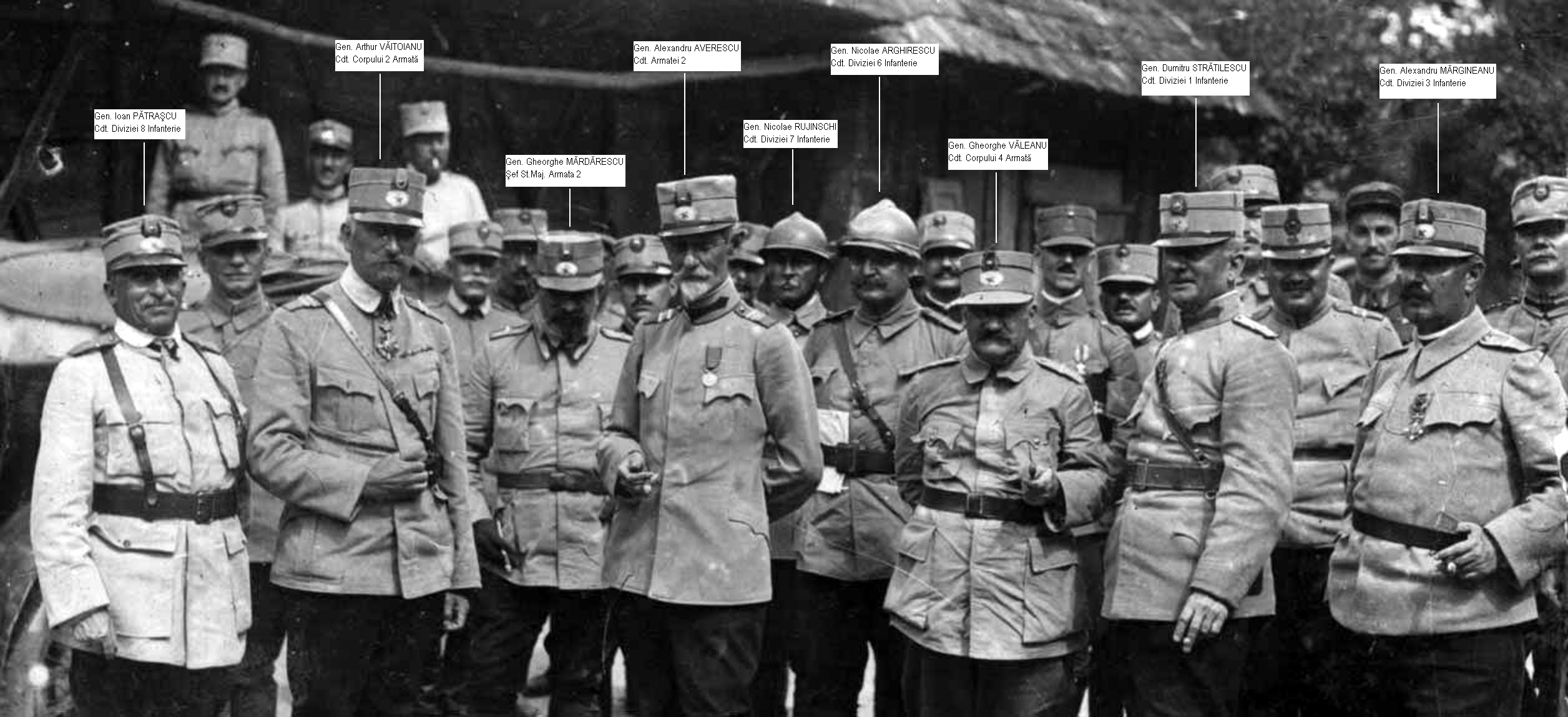
Generalii din Armata 2 (1917)

## Ordinea de bătaie la mobilizare

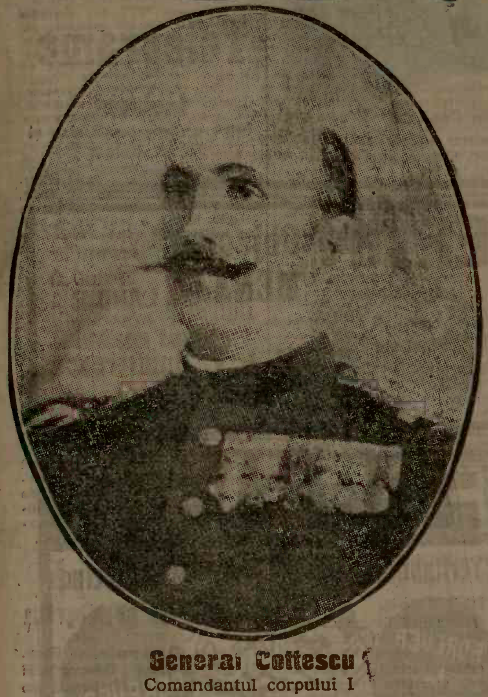
Generalul Dumitru Cotescu, comandantul Corpului II Armată la începutul războiului

La declararea mobilizării, la 27 august 1916, Corpul II Armată avea următoarea ordine de bătaie:

Corpul II Armată
- Cartierul General al Corpului II Armată
- Divizia 3 Infanterie

- Regimentul 3 Vânători „Regina Elisabeta”
- Brigada 5 Infanterie

- Regimentul Argeș No. 4
- Regimentul Radu Negru No. 28

- Brigada 6 Infanterie

- Regimentul 3 Dâmbovița No. 22
- Regimentul Muscel No. 30

- Brigada 33 Infanterie

- Regimentul 45 Infanterie
- Regimentul 60 Infanterie

- Brigada 3 Artilerie

- Regimentul 6 Artilerie
- Regimentul 15 Artilerie

- Divizia 4 Infanterie

- Regimentul 6 Vânători
- Brigada 7 Infanterie

- Regimentul Vlașca No. 5
- Regimentul Teleorman No. 20

- Brigada 8 Infanterie

- Regimentul Mihai Viteazul No. 6
- Regimentul 4 Ilfov No. 21

- Brigada 34 Infanterie

- Regimentul 46 Infanterie
- Regimentul 61 Infanterie

- Brigada 4 Artilerie

- Regimentul 2 Artilerie „General de divizie Gheorghe Manu”
- Regimentul 10 Artilerie

- Brigada 2 Călărași
- Serviciile Corpului II Armată

## Reorganizări pe perioada războiului

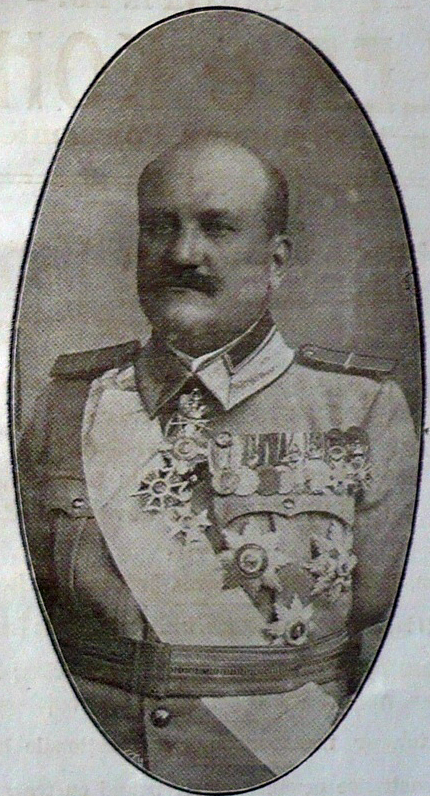
Generalul Gheorghe Văleanu, comandantul Corpului II Armată

În anul 1917, Corpul II Armată s-a reorganizat chiar pe front,în cadrul dispozitivului de luptă al Armatei 2. Ordinea sa de bătaie era următoarea:

Corpul II Armată
- Cartierul General al Corpului II Armată
- Divizia 1 Infanterie

- Regimentul 1 Vânători
- Brigada 1 Infanterie

- Regimentul 17 Infanterie
- Regimentul 18 Infanterie

- Brigada 2 Infanterie

- Regimentul 1 Infanterie
- Regimentul 31 Infanterie

- Brigada 1 Artilerie

- Regimentul 1 Artilerie
- Regimentul 5 Obuziere

- Compania divizionară de mitraliere
- Divizionul de cavalerie
- Batalionul 1 Pionieri

- Divizia 3 Infanterie

- Regimentul 2 Vânători
- Brigada 6 Infanterie

- Regimentul 4 Infanterie
- Regimentul 28 Infanterie

- Brigada 5 Infanterie

- Regimentul 22 Infanterie
- Regimentul 30 Infanterie

- Brigada 3 Artilerie

- Regimentul 6 Artilerie
- Regimentul 15 Obuziere

- Compania divizionară de mitraliere
- Divizionul de cavalerie
- Batalionul 3 Pionieri

- Divizia 12 Infanterie

- Brigada 23 Infanterie

- Regimentul 45/60 Infanterie
- Regimentul 46/61 Infanterie

- Brigada 24 Infanterie

- Regimentul 44/68 Infanterie
- Regimentul 62/70 Infanterie

- Brigada 12 Artilerie

- Regimentul 22 Artilerie
- Regimentul 27/2 Obuziere

- Compania divizionară de mitraliere
- Divizionul de cavalerie
- Batalionul 12 Pionieri

## Comandanți
Pe perioada desfășurării Primului Război Mondial, Corpul II Armată a avut următorii comandanți:
| Gradul             | Numele               | Perioada                              | Imagine |
| ------------------ | -------------------- | ------------------------------------- | ------- |
| General de divizie | Dumitru Cotescu      | 15 august 1916 - 20 noiembrie 1916    |         |
| General de divizie | Constantin Tănăsescu | 20 noiembrie 1916 - 25 decembrie 1916 |         |
| General de brigadă | Eremia Grigorescu    | 25 decembrie 1916 - 28 decembrie 1916 |         |
| General de brigadă | Arthur Văitoianu     | 28 decembrie 1916 - 1 august 1917     |         |
| General de divizie | Gheorghe Văleanu     | 1 august 1917 - 1 august 1918         |         |
| General de divizie | Gheorghe Mărdărescu  | 5 februarie 1918 - 25 mai 1918        |         |
| General de divizie | Ioan Popovici        | 25 mai 1918 - 11 noiembrie 1918       |         |